# Roni Shuruk
Aharon 'Roni' Shuruk (Colônia (Alemanha), 24 de fevereiro de 1946) é um ex-futebolista profissional israelense, que atuava como meio-campo.

## Carreira
Roni Shuruk fez parte do elenco da histórica Seleção Israelense de Futebol da Copa do Mundo de 1970. 